# ممتاز القط
ممتاز القط هو (1956 -) هو صحفي مصري، ورئيس تحرير سابق لجريدة أخبار اليوم المصرية . تنتمي جريدة جريدة أخبار اليوم إلى ما يسمى بالصحف القومية والتي تقع تحت الإدارة المباشرة للحكومة بحيث تقوم بتعيين صحفييها ومديريها.

## حياته
تخرج ممتاز القط في كلية الإعلام جامعة القاهرة عام 1978، كريمه الرئيس محمد أنور السادات، وحصل على جائزة أفضل حوار صحفي من نقابة الصحفيين، كما حصد العديد من الجوائز الصحفية على المستوى العربي والدولي.

## مسيرته
تتدرج في المناصب بجريدة أخبار اليوم إلى أن تم تعيينه رئيسا لتحريرها عام 2005، لترفع نسب توزيعها من 250 ألف نسخة يوميا إلى 650 ألفاً.
وتميزت مقالات ممتاز القط بالضحالة،
قدم استقالته في عام 2011 من جريدة أخبار اليوم للمشير محمد حسين طنطاوي، بعد أحداث 25 يناير، بسبب قربه من الرئيس محمد حسني مبارك، ليحل محله إبراهيم النجار.
- رئيسًا لشبكة قنوات العاصمة,